# Randka z wampirem
Tego już za wiele (ang. Mom's Got a Date with a Vampire, 2000) – film z kanonu Disney Channel Original Movies.
Film w 2001 roku wygrał jedną z kategorii Nagroda Młodych Artystów.

## Fabuła
Adam (Matt O’Leary) oraz jego najlepszy przyjaciel Duffy (Jake Epstein) pragną wybrać się na koncert Headless Horseman. Jedyny problem, że Adam za nieodrobienie pracy domowej nie może wychodzić z domu. Jego siostra Chelsea (Laura Vandervoort), której marzy się randka z Peterem, także odbywa taką samą karę za nazwanie brata szajbusem. Obydwoje łączą siły robiąc wszystko, aby mama (Caroline Rhea) wyszła tego wieczora z domu. Umawiają ją więc na randkę z tajemniczym mężczyzną, który okazuje się być wampirem.

## Obsada
- Matt O’Leary jako Adam Hansen
- Laura Vandervoort jako Chelsea Hansen
- Myles Jeffrey jako Taylor Hansen
- Caroline Rhea jako Lynette Hansen
- Charles Shaughnessy jako Dimitri Denatos
- Robert Carradine jako Malachi Van Helsing
- Jake Epstein jako Duffy
- J. Adam Brown jako Boomer

## Wersja polska
Wersja polska: SDI Media Polska

Reżyseria: Waldemar Modestowicz

Dialogi: Tomasz Robaczewski

Dźwięk i montaż: Ilona Czech-Kłoczewska

Wystąpili:
- Maciej Dybowski – Adam Hansen
- Aleksandra Kowalicka – Chelsea Hansen
- Miłogost Reczek – Dimitri Denatos
- Lucyna Malec – Lynette Hansen
- Miłosz Konkel – Taylor Hansen
- Krzysztof Banaszyk – Malachiasz Van Helsing
- Jan Piotrowski – Duffy
- Mateusz Narloch – Boomer
- Paweł Ciołkosz – sprzedawca samochodów
- Wojciech Machnicki – hrabia Crelski
- Anna Apostolakis – Pani Cruson (nauczycielka historii)
- Joanna Pach – Tiffany

W pozostałych rolach:
- Bożena Furczyk – żeński głos z głośnika w supermarkecie
- Grzegorz Drojewski – 
  - męski głos z głośnika w supermarkecie
  - brat Duffiego
- Krzysztof Szczerbiński –
  - żonaty mężczyzna w supermarkecie
  - jeden z członków zespołu The Royal Crowns
- Karol Wróblewski – 
  - Jim
  - chłopak Marii
- Julia Kołakowska – kelnerka w ekskluzywnej restauracji
- Janusz Wituch – 
  - taksówkarz
  - ochroniarz klubu

i inni
Lektor: Janusz Wituch